# St. Martin (Indorf)

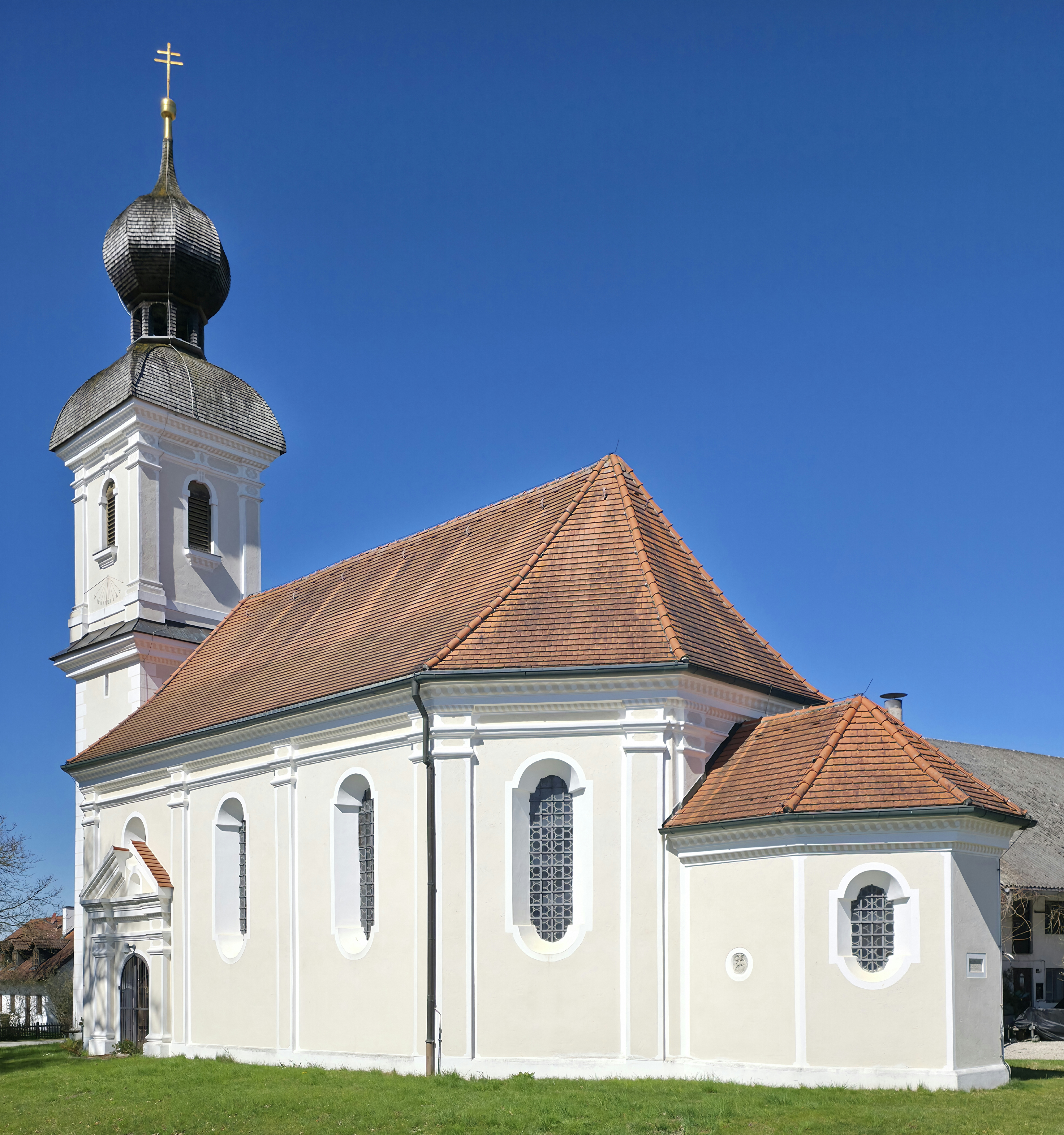
St. Martin in Indorf

Innenraum

Die römisch-katholische Filialkirche St. Martin steht in Indorf, einem Gemeindeteil der Kreisstadt des oberbayerischen Landkreises Erding. Das Bauwerk ist in der Liste der Baudenkmäler in Erding als Baudenkmal unter der Nr. D-1-77-117-76 eingetragen. Die Filialkirche gehört zum Dekanat Erding im Erzbistum München und Freising.

## Beschreibung
Die barocke Saalkirche wurde 1708 nach einem Entwurf von Anton Kogler errichtet. Im Westen blieben die unteren, spätgotischen Geschosse des Kirchturms vom Vorgängerbau erhalten. An das mit Pilastern gegliederte Langhaus schließt sich im Osten ein dreiseitig geschlossener Chor mit der Sakristei an dessen Stirnwand an. Das oberste Geschoss des Kirchturms hat Pilaster an den Ecken; darauf sitzt eine Welsche Haube. Die erhaltenen Schlusssteine des spätgotischen Chors sind an der Außenseite der Sakristei im Norden und Süden eingefügt.
Das längsovale Innere mit geraden Seiten wird von einem Stichkappengewölbe auf Wandpfeilern ruhend überspannt. Der zeitgleiche Spätbarockaltar mit einem vom Münchner Hofmaler Johann Degler beeinflussten Altarblatt im Zentrum des Retabels stellt den hl. Martin vor Maria mit dem Jesuskind kniend dar. Seitlich stehen an den Säulen die Skulpturen der Hl. Wolfgang und Barbara. An der Langhauswestseite über dem Zugang zum Turm befindet sich eine Skulpturengruppe des 17. Jahrhunderts mit dem Hl. Martin zu Pferde mit der Mantelteilung an den Bettler.